# Enrico Acerbi
Francesco Enrico Acerbi, più noto come Enrico Acerbi, (Castano Primo, 25 ottobre 1785 – Tremezzo, 5 dicembre 1827), è stato un letterato italiano.

## Biografia
Laureato in medicina, oltre a esercitare la professione medica nell'Ospedale Maggiore di Milano, fu insegnante di storia naturale nei licei municipali milanesi di «Porta nuova» (attuale «Parini») e di «Sant'Alessandro» (attuale «Beccaria»). Si interessò anche di letteratura: collaborò alla Biblioteca Italiana e fu amico fraterno di Alessandro Manzoni. Passò tuttavia gli ultimi anni della sua vita immobilizzato per una malattia che lo portò a morte all'età di soli 42 anni.
Acerbi ha importanza, nella storia della medicina, per aver ipotizzato, nelle epidemie, la trasmissione interumana di "minuti esseri morbigeni", anticipando le teorie di Pasteur e Koch. Un riferimento alle sue teorie batteriologiche è stato fatto da Manzoni nella digressione sulla carestia e sul diffondersi di malattie infettive tra gli accattoni nel lazzaretto, nel capitolo XXVIII dei Promessi sposi.

## Scritti
- La venere celeste: canto, Milano, Pietro Agnelli, 1809
- Della vita di Giambatista Monteggia professore di chirurgia, Milano (presso Giuseppe Buocher successore de' Galeazzi), 1818
- In morte di Giuseppe Giannini professore di medicina, Milano (presso G. Buocher libraio successore de' Galeazzi), 1819
- Annotazioni di medicina pratica, Milano (dalla tipografia di Gio. Silvestri agli scalini del Duomo), 1819
- Dottrina teorico-pratica del morbo petecchiale, con nuove ricerche intorno l'origine, l'indole, le cagioni predisponenti ed effettrici, la cura e la preservazione del morbo medesimo in particolare, e degli altri contagi in generale, Milano, Pirrotta, 1822